# Drivastska biskupija
Biskupija Drivast (lat. Dioecesis Drivastensis) je bila rimokatolička biskupija u Albaniji. Danas postoji kao naslovna biskupija. Biskupsko mjesto je trenutno upražnjeno.
Drivast (lat. Drivastum/Drivastium, alb. Drishti) je srednjovjekovna utvrda, na sjeveru suvremene Albanije, 15 km daleko od Skadra. U starije vrijeme, u 11. i 12. stoljeću, Drivast se nalazio u Duklj. Na njenom području se nalazila ova biskupija, po kojem je i dobila ime. Bila je jedna od šest biskupija u Albaniji. Od 1089. Biskupija Drivast bila je sufragan Dukljanske crkve, Barske nadbiskupije. 
U to vrijeme su latinski jezik bio jezikom bogoslužja, a pisalo se latiničnim pismom, dok su slavenski jezici bili samo u pomoćnoj funkciji. Srpski župan Nemanja je krajem 12. stoljeća Drivast, skupa s drugim dukljanskim gradovima, razorio "i pretvorio slavu njihovu u pustoš".

## Biskupi
- Franjo Crutta, skadarski biskup do 1646., od 1641. apostolski povjerenik za biskupije Drivast i Svač[3]
- Jerolim Lučić, od 1636. do 1648.